# Microhoria amicitiae
Microhoria amicitiae là một loài bọ cánh cứng trong họ Anthicidae. Loài này được Dufour miêu tả khoa học năm 1849.